# OGLE-2006-BLG-109L b
OGLE-2006-BLG-109Lb es un planeta extrasolar con una masa calculada de 0.71 veces la de Júpiter, que orbita la estrella OGLE-2006-BLG-109L. El planeta fue detectado utilizando la técnica de microlente gravitacional en 2008 en un esfuerzo común de OGLE, microFUN, MOA, PLANET y RoboNet.

## Sistema planetario
El planeta forma un sistema planetario con OGLE-2006-BLG-109Lc, y es el primero descubierto que tiene razones de masa similares a las encontradas entre Júpiter y Saturno, lo que lo hace el sistema conocido más similar al sistema solar. Debido a su distancia, no es posible, con la tecnología actual, detectar la presencia de planetas interiores de masas muy menores a la de Júpiter.